# Powell County (Kentucky)
Powell County is een county in de Amerikaanse staat Kentucky.
De county heeft een landoppervlakte van 467 km² en telt 13.237 inwoners (volkstelling 2000). De hoofdplaats is Stanton.

## Bevolkingsontwikkeling

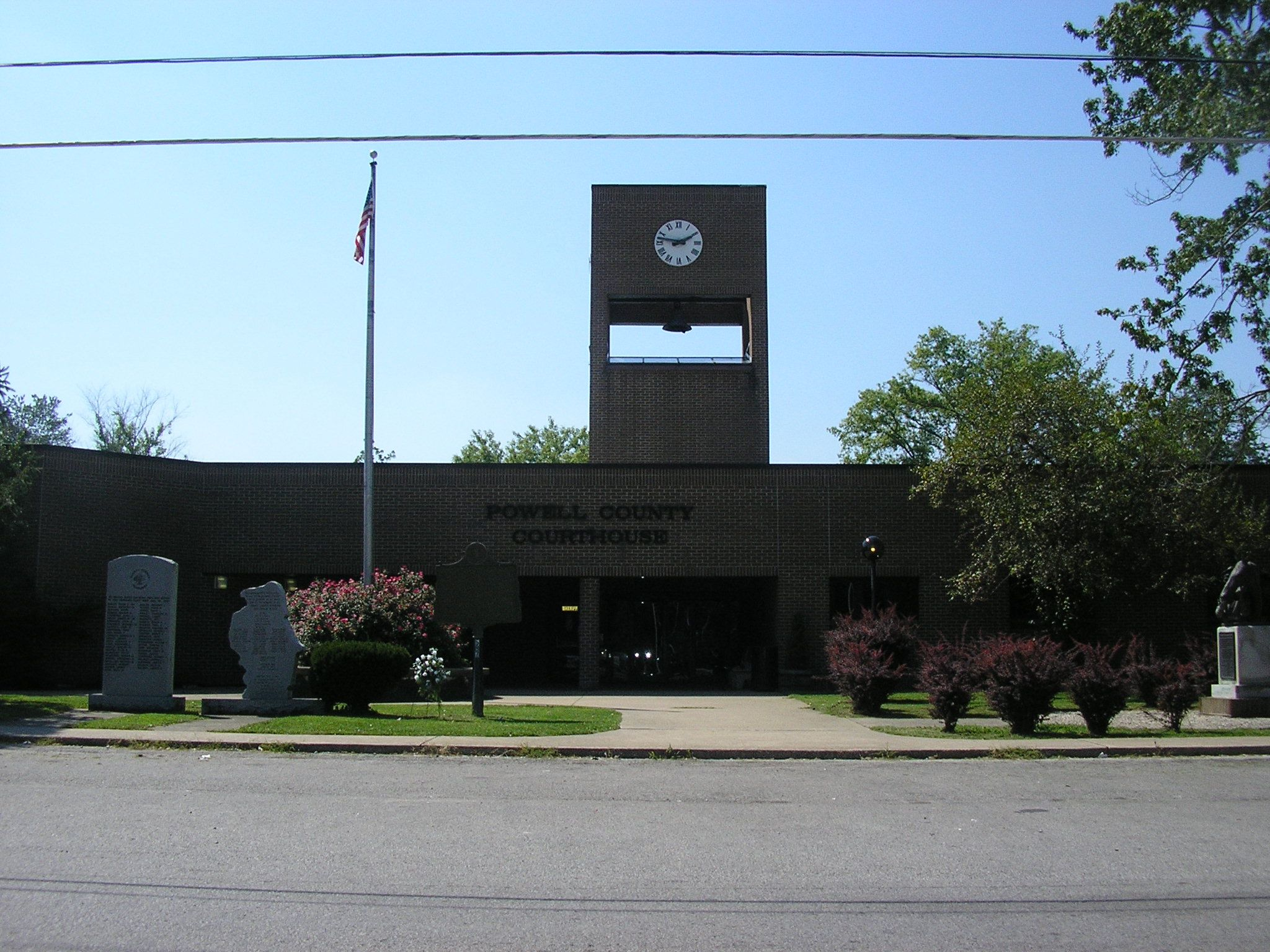
Powell County Courthouse